# Lac Brochet (réserve indienne)
Ne doit pas être confondu avec Lac-au-Brochet.
Pour les articles homonymes, voir Brochet (homonymie).
Lac Brochet est une réserve indienne formant village communautaire situé à côté du lac Brochet, au nord de la province du Manitoba près de la frontière avec la province de la Saskatchewan.

## Présentation
La communauté amérindienne de Lac Brochet est peuplée majoritairement d'Amérindiens Dénés.
La population s'élève à 629 personnes.
Lac Brochet n'est accessible que par avion ou par voies navigables. Aucune route carrossable n'accède au village. 

## Histoire
La colonisation commença dans la première moitié du XIXe siècle avec la traite des fourrures pour la Compagnie du Nord-Ouest puis la Compagnie de la Baie d'Hudson.

## Éducation
La grande majorité de la population (90 %) parle quotidiennement la langue amérindienne de la famille des langues na-dené. Néanmoins une minorité d'entre eux connaissent l'anglais. L'école locale de « Petit Casimir Memorial School » offre un enseignement en langue amérindienne.